# Northrop Grumman
Northrop Grumman Corporation je velika ameriška korporacija, ki se ukvarja z letalskovesoljsko in obrambno (orožarsko) industrijo. Podjetje ima več kot 68 000 zaposlenih po vsem svetu.Sedež podjetja je v West Falls Church v ameriški zvezni državi Virginia. 